# 弗卢奥恩-温策尔恩
弗卢奥恩-温策尔恩是德国巴登-符腾堡州的一个市镇。总面积24.59平方公里，总人口3204人，其中男性1640人，女性1564人（2011年12月31日），人口密度130人/平方公里。